# Греческий скарабей со сценой из египетской сказки о «потерпевшем кораблекрушение»

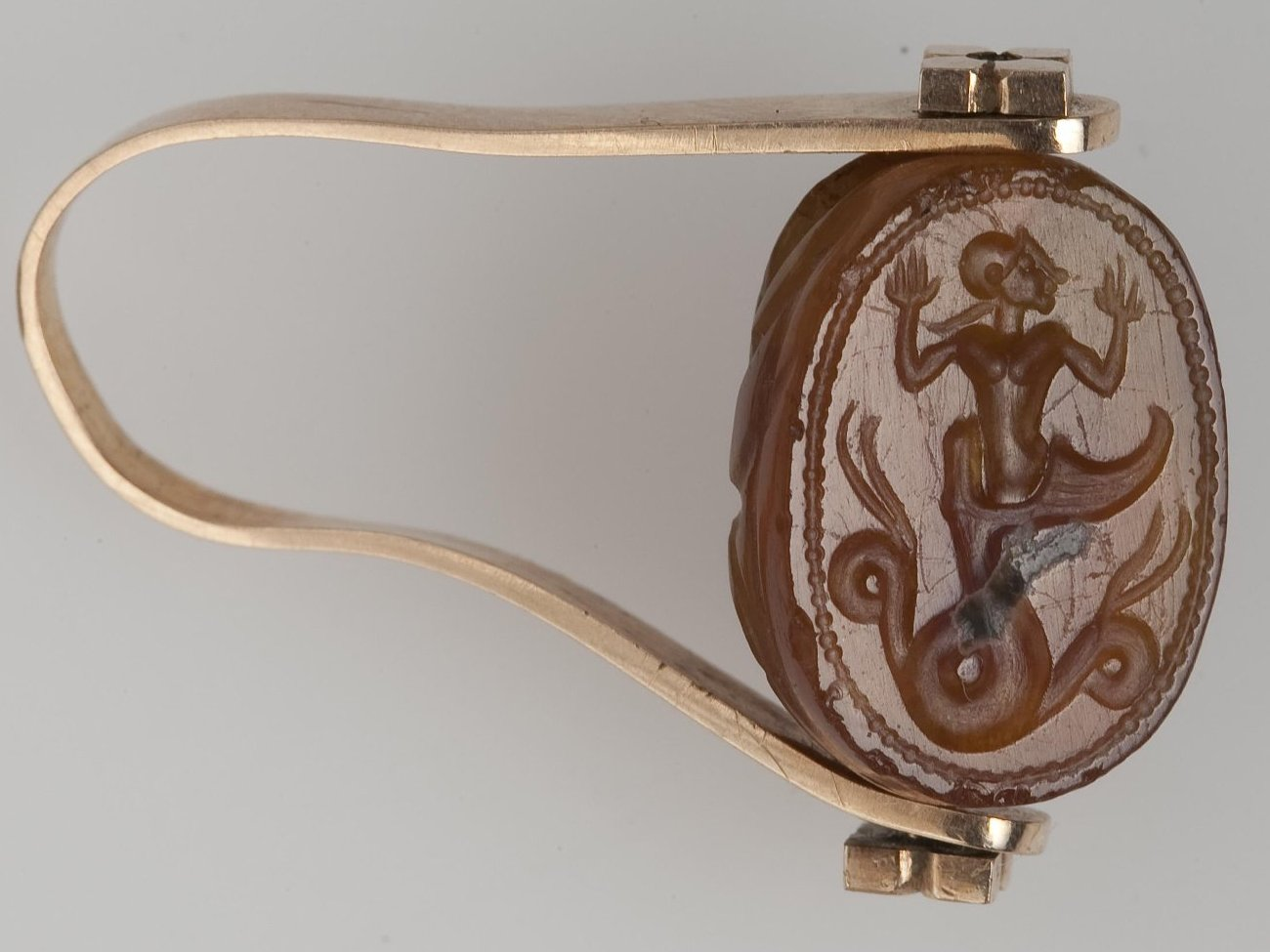
Греческий скарабей со сценой из египетской сказки о «потерпевшем кораблекрушение». Инв. № ГР-20750. Государственный Эрмитаж. Санкт-Петербург

Греческий скарабей со сценой из египетской сказки о «потерпевшем кораблекрушение» — скарабеоид из сердолика, греческая глиптика середины VI века до н. э., инталия. Строгое архаическое направление. Был изготовлен в ионийских художественных кругах, в которых существовало тесное сближение с Египтом. Хранится в Эрмитаже. Инв. № ГР-20750. Приобретен при Екатерине II.

## Описание
Размеры: длина 13 мм, ширина 9 мм, толщина 7 мм. Сердолик красный, мало прозрачный. Под головой змея дефект — чёрное пятно, вкрапление другой породы. Жук трактован поверхностно, без деталировки. Ободок из точек, в котором заключено изображение: громадный змей, изогнув тело в кольца, высоко подняв голову, ползёт по земле. В его широко раскрытой пасти — человек. Из зева выдаются наружу только верхняя часть туловища, голова и руки. Человек наг, только голова прикрыта платком. Под пастью змея густая борода.

## Изучение

Оттиск скарабея

Вырезанная сцена совпадает с эпизодом «сказки о потерпевшем кораблекрушение», в которой змей перенёс мореплавателя в своей пасти к себе домой.
Предположение подтверждается следующими подробностями:
Головной убор — не греческий, а египетская повязка;
Формой головы и чертами лица: голова на тонкой шее и маленькая черепная коробка;
Бритое лицо, нос «башмаком» и выдающаяся вперед нижняя челюсть.

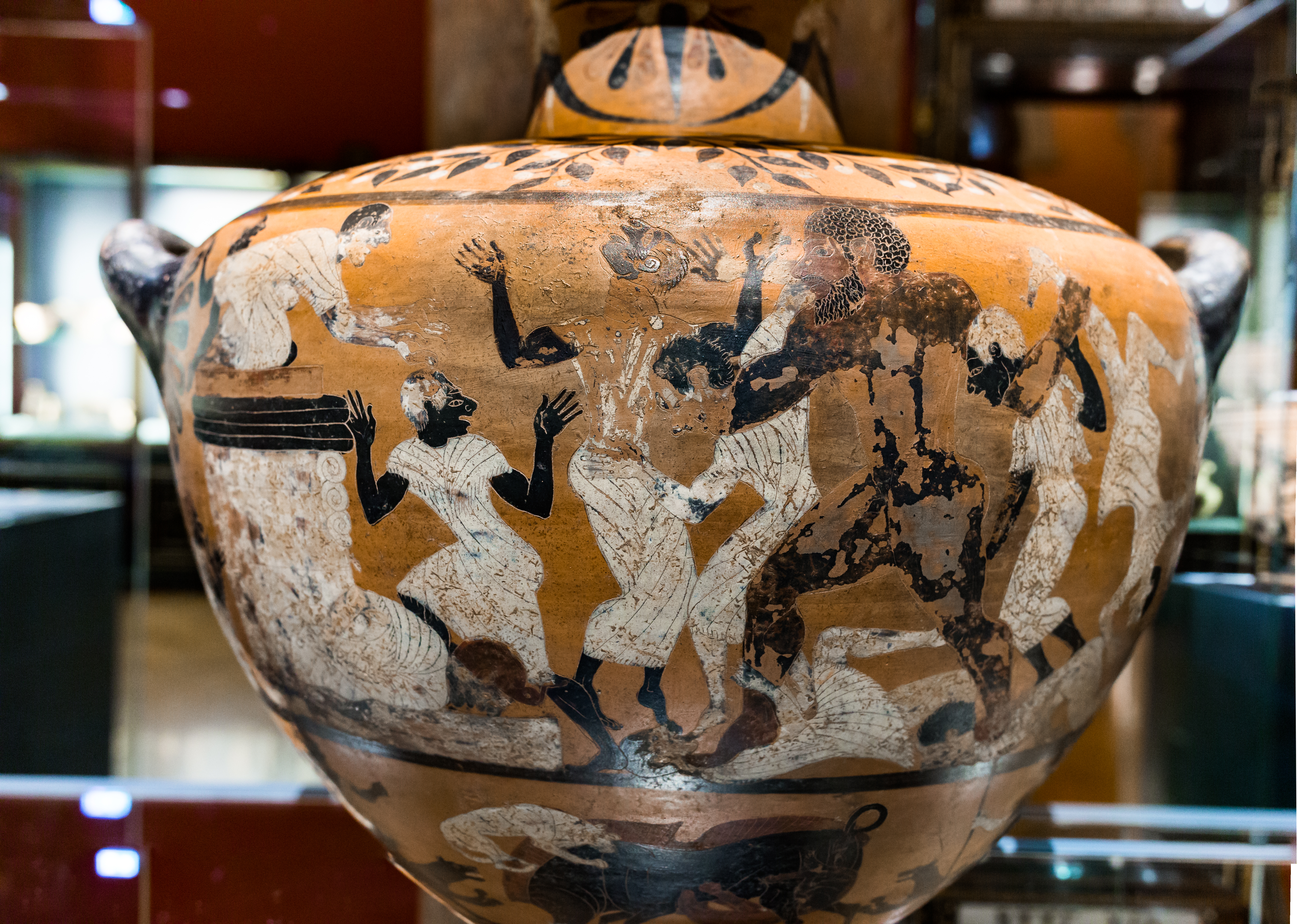
Геракл у фараона Бузириса. Церетанская гидрия. Ок. 520—510 гг. до н. э. Инв. № IV 3576. Музей истории искусств. Вена

Именно к таким приёмам прибегали греческие художники, чтобы изобразить египтян. Близкую аналогию к памятнику представляет церетанская гидрия с изображением пребывания Геракла у египетского царя Бузириса. Совпадают приёмы для характеристики изображённых как египтян: маленькая голова на тонкой шее, длинный нос, загнутый книзу, или «башмаком», бритое лицо. Жест с поднятием рук повторяется и у жертв Геракла на вазе. Египтянин, которого Геракл душит правой рукой, ближайшим образом напоминает фигуру на скарабее.
Данные сходства указывают на то, что греки VI века до н. э. были знакомы с египетской литературой, причём настолько, что мотивы египетских сказок служили предметом изображений на личных печатях.
Памятник может служить подтверждением гипотезы о влиянии сказки о потерпевшем кораблекрушение на «Одиссею» Гомера.